# Kościół św. Michała w Siegburgu
Kościół św. Michała – kościół w Siegburgu w Niemczech, w kraju związkowym Nadrenia Północna-Westfalia, wzniesiony w XI w., przebudowywany, który do 1803, a następnie w latach 1914–2011 stanowił kościół klasztorny benedyktyńskiego klasztoru Siegburg (Michaelsberg).

## Historia
Kościół klasztorny pod wezwaniem św. Michała powstał wraz z klasztorem benedyktynów na górze Siegburg z fundacji arcybiskupa Kolonii Annona II. Pojawiła się wówczas także nazwa Michaelsberg, pochodząca od patrona kościoła. Został konsekrowany 22 września 1066. W 1075 fundator klasztoru został pochowany w kościele klasztornym (w nawie głównej w pobliżu wejścia do kościoła , a po kanonizacji w 1183 stał się centrum jego kultu. 
Pierwotny kościół był romański. Miał formę trójnawowej bazyliki z okrągłymi wieżami od strony wschodniej przy narożnikach prezbiterium, z transeptem i kryptą pod prezbiterium, . Prawdopodobnie w pierwszej połowie XII w. dobudowano doń czworokątną wieżę od strony zachodniej. 
W pierwszej połowie XV w. romańskie prezbiterium zastąpiono nowy, znacznie wyższym, w stylu stylu gotyckim. Przypuszczano, że mogło się tak stać w wyniku konfliktu klasztoru z miastem Siegburg w 1403, jednak źródła nie zawierają informacji o tak poważnych zniszczeniach – być może konieczność przebudowy wynikała ze zniszczeń powstałych w wyniku burzy w 1434. Być może planowano także przebudowę pozostałej części kościoła w stylu gotyckim, ale jej nie zrealizowano – jeszcze na nowożytnej rycinie przedstawiającej klasztor widoczna jest romańska bryła kościoła z przewyższającym ją gotyckim prezbiterium.
W tej formie kościół przetrwał do wojny trzydziestoletniej. Po jej zakończeniu, w 1649 kościół strawił pożar. Prace zrealizowano w trzeciej ćwierci XVII w. Odbudowano go w stylu barokowym, zrównując wysokość części nawowej i prezbiterium, m.in. dzięki spłaszczeniu gotyckich łuków w chórze. Kościół otrzymał nowe sklepienia i dość skromną barokową dekorację. Ponadto wykonano nowe, duże okna oraz podniesiono wieżę.
Po sekularyzacji klasztoru w 1803 i odejściu benedyktynów, wyposażenie kościelne zlicytowano, a w budynki klasztorne przeznaczono na cele świeckie (koszary i szkoła, następnie zakład psychiatryczny, wreszcie więzienie). W 1914 powrócili tu benedyktyni, ale w czasie wojen światowych klasztor pełnił funkcje szpitalne. 
28 grudnia 1944 klasztor uległ zniszczeniu w alianckim bombardowaniu Siegburga (najbardziej dotknięty nimi był kościół), a kolejne szkody odniósł w wyniku walk w tej okolicy. Prace rekonstrukcyjne podjęto pod koniec lat 40. XX w., a od 1970 prowadzono szeroko zakrojone prace remontowe. W ramach renowacji wykonano po 1953 okna, a w 1957 nowe organy. W latach 80. XX w. wykonano nowe elementy wykończenia prezbiterium. W 2011 klasztor został ostatecznie opuszczony przez zakonników – z powodów ekonomicznych i kadrowych.

## Stan współczesny
Kościół w stanie współczesnym pochodzi z czasów powojennej odbudowy z drugiej połowy XX w. Ma formę bazyliki, nakrytej stropem z kasetonami. Kościół zdobią okna wykonane w latach 50. XX w. okna z malowaniem na szkle nawiązującym do gotyckich witraży. W nawie przy filarach umieszczono posągi świętych, częściowo przeniesione tu z innych kościołów (św. Piotr, św. Paweł, fundator klasztoru św. Anno, św. Bonifacy, oraz dwaj patroni kościoła: św. Michał Archanioł i św. Maurycy). W latach 90. na elewacji kościoła umieszczono rzeźby przedstawiające pierwszych opatów klasztoru. 
W odbudowanej wieży, w pomieszczeniu pod dzwonami urządzono muzeum, w którym eksponowane są zachowane skarby klasztoru. Do skarbów eksponowanych w kościele należy relikwiarz św. Annona, fundatora klasztoru, znajdujący się w jednej z kaplic, wykonany prawdopodobnie w latach 80. XII w. i przypisywany złotnikowi Mikołajowi z Verdun. W okresie sekularyzacji klasztoru został jednak pozbawiony całej pierwotnej dekoracji figuralnej – srebrnych figur arcybiskupów kolońskich.

## Galeria

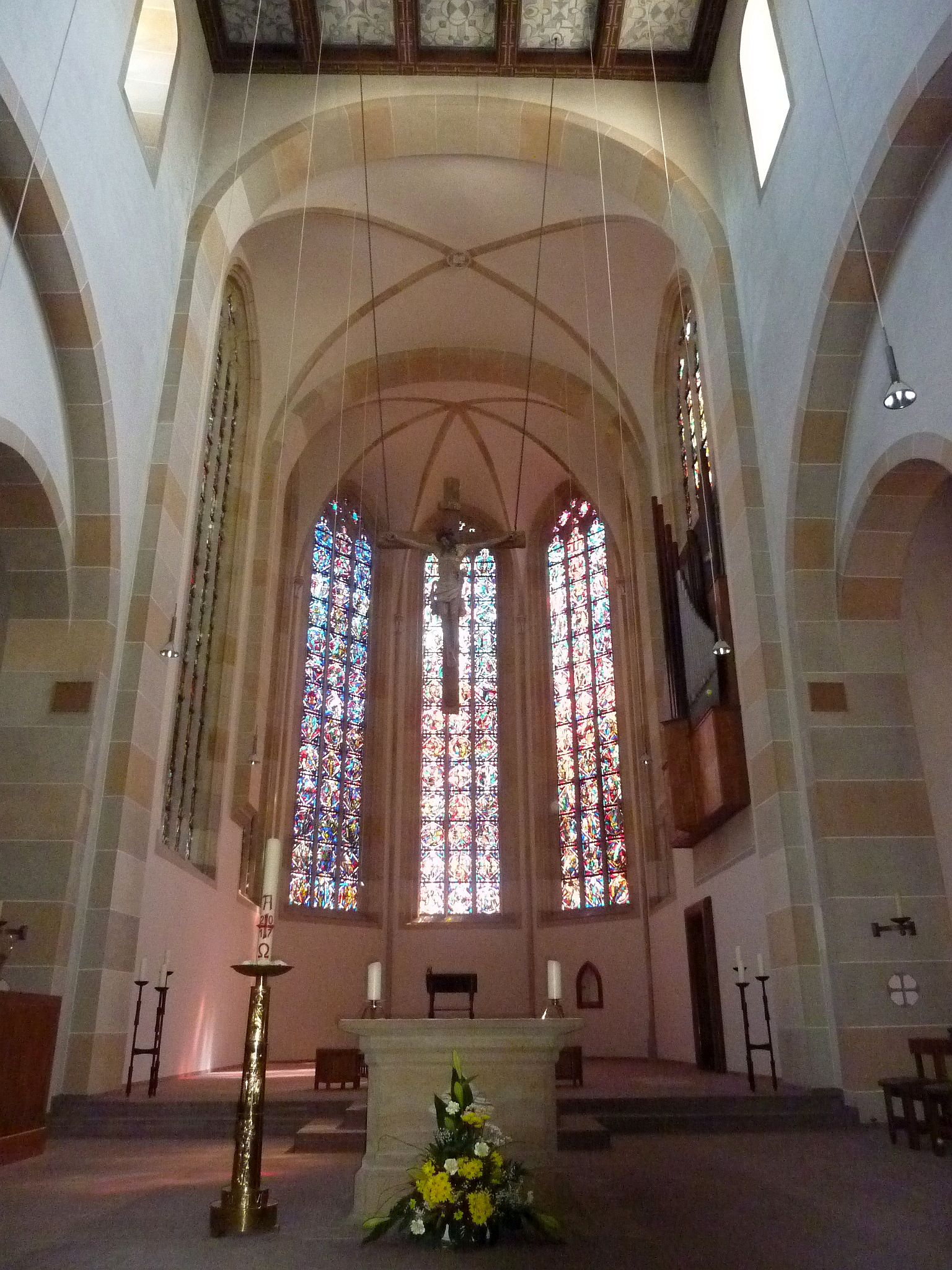
Wnętrze kościoła
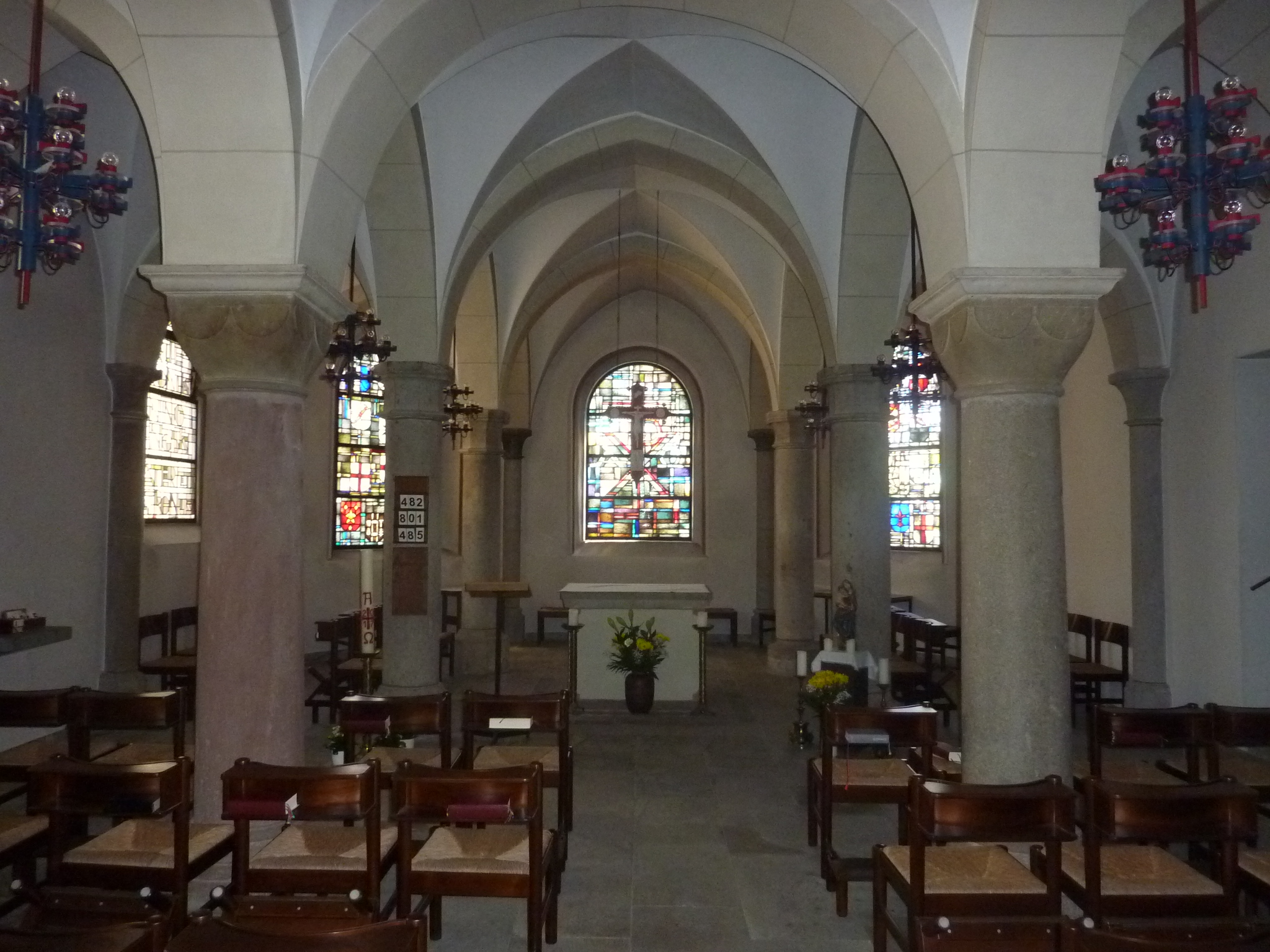
Wnętrze krypty
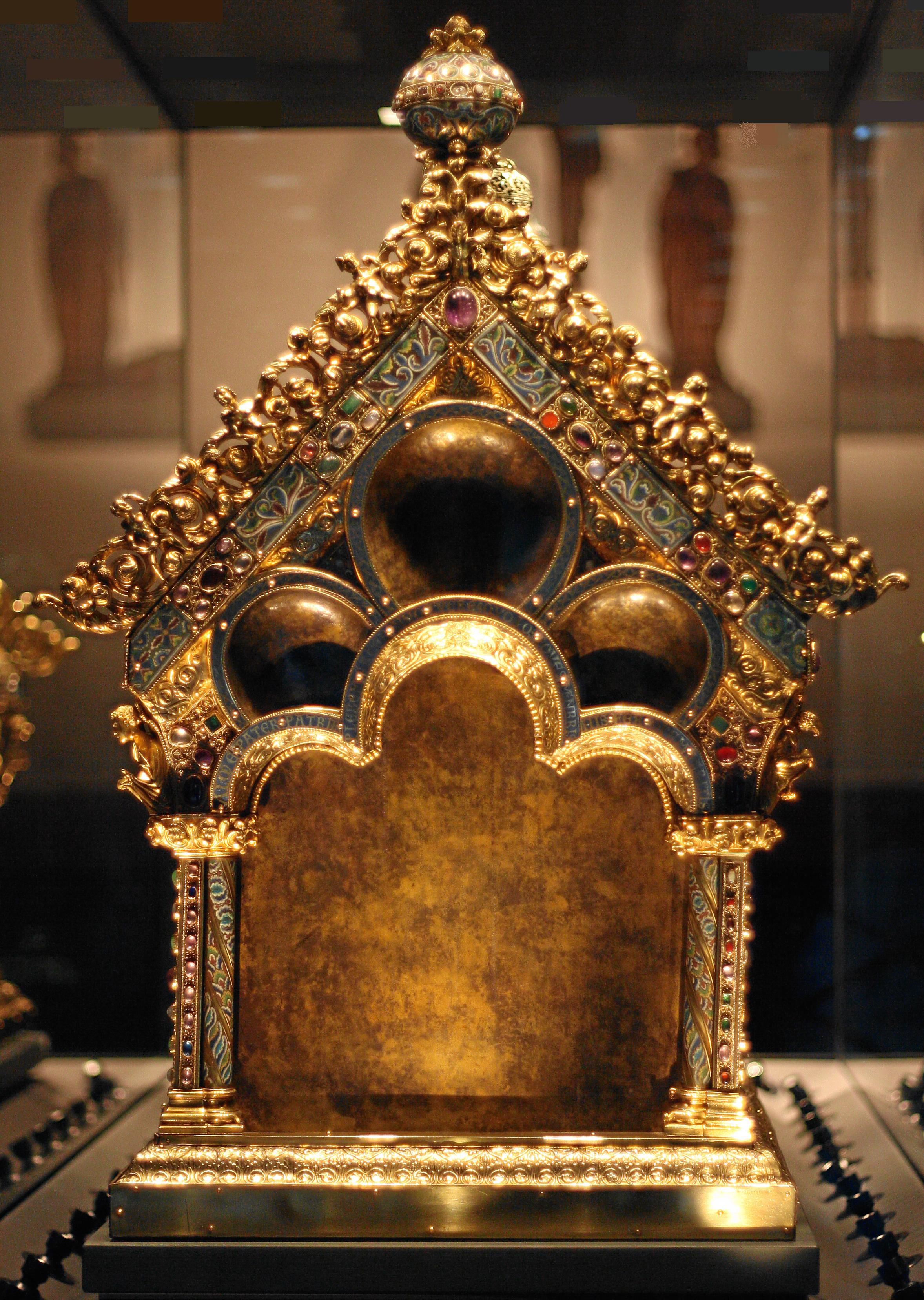
Relikwiarz Annona II